# Aristoteles (Oligarch)
Aristoteles, der Sohn des Timokrates, (* um 468 v. Chr.; † wahrscheinlich 403 v. Chr.) war einer der Dreißig Tyrannen, die in Athen vom August 404 v. Chr. bis zum März 403 v. Chr. mit Unterstützung der spartanischen Besatzungsmacht eine oligarchische Schreckensherrschaft errichteten. Er stammte wahrscheinlich aus der attischen Phyle Antiochis.
Aristoteles war in seiner Jugend an philosophischen Problemen interessiert. Der Philosoph Platon schildert den jungen Aristoteles in seinem Dialog Parmenides, wo er ihn als Gesprächspartner der drei Philosophen Sokrates (* 469 v. Chr.; † 399 v. Chr.), Parmenides und Zenon von Elea (* um 490 v. Chr., † um 430 v. Chr.) einführt. Den Beschreibungen der Personen kann man entnehmen, dass die Zeit der fiktiven Dialoghandlung etwa 450 v. Chr. ist, da Sokrates noch sehr jung gewesen sein soll. Zugleich wird gesagt, dass Aristoteles der jüngste der Runde war. Daraus kann man schließen, dass er etwa um 468 v. Chr. geboren worden sein muss. (Parmenides, 127d)
Aus der Darstellung Platons geht auch hervor, dass Aristoteles ein Jugendfreund des Pythodoros, Sohn des Isolochos, war, der später zur Zeit der Dreißig Tyrannen das Ehrenamt eines Archons, des höchsten Beamten Athens, innehatte.
Aristoteles von Antiochis spielte über Jahrzehnte hinweg in der Politik der Stadt Athen eine bedeutende Rolle als Mitglied der oligarchischen, demokratiekritischen Partei. Er gilt als konsequenter Vertreter einer harten Linie in den oligarchischen Bestrebungen und war ein Gegner des gemäßigten Oligarchen Theramenes. Außenpolitisch muss er zu den Befürwortern eines Ausgleichs mit Sparta gezählt werden.
Der Geschichtsschreiber Thukydides erwähnt, dass Aristoteles 426/425 v. Chr. als Befehlshaber von 20 Schiffen den athenischen General Demosthenes bei Operationen in den Gewässern nordwestlich der Peloponnes unterstützt hat.
421/420 v. Chr. bekleidete Aristoteles das Amt des Hellenotamias, d. h., er war einer der Finanzverwalter für die profanen staatlichen Ausgaben. 
411 v. Chr. war er ein Mitglied der oligarchischen Versammlung der Vierhundert. Er setzte sich mit Melanthios und Aristarchos aktiv dafür ein, die vor dem Hafen von Piräus befindliche Landzunge Eetioneia zu befestigen. Der konkurrierende Politiker Theramenes mutmaßte boshaft, die Befestigung solle dazu dienen, den Zugang zum Hafen zu kontrollieren, um die Spartaner bei passender Gelegenheit verräterisch nach Athen hereinzulassen. Nach dem Zusammenbruch der Herrschaft der Vierhundert musste Aristoteles vor den von Theramenes initiierten Verfolgungsmaßnahmen flüchten und ins Exil gehen. Wahrscheinlich suchte er auf spartanischer Seite Schutz. Xenophon erwähnt, dass er sich 405 v. Chr. während der Belagerung von Athen bei dem spartanischen Feldherrn Lysander aufhielt.
Im Jahr 404 v. Chr., nach der Niederlage Athens, wurde Aristoteles zu einem Mitglied des oligarchischen Dreißigmänner-Kollegiums gewählt, das unter spartanischer Oberaufsicht die Stadt Athen regieren sollte. Nur seine Tyrannenkollegen und Gesinnungsgenossen Mnesilochos, Sophokles und Onomakles konnten dabei wie er bereits auf eine Erfahrung in der oligarchischen Regierung der Versammlung der Vierhundert zurückblicken.
Nach dem Sturz der Dreißig Tyrannen im März 403 v. Chr. wird Aristoteles in den Quellen nicht mehr erwähnt. Sicher ist, dass er nach diesem Zeitpunkt keine Rolle mehr in der athenischen Politik gespielt hat. Vermutlich ist er in den Kämpfen zwischen den Oligarchen und der demokratischen Piräus-Partei umgekommen oder später in Eleusis, wohin sich die meisten seiner Tyrannen-Kollegen zurückgezogen hatten, bei einem demokratischen Vorstoß in die Stadt ermordet worden. 